# ГЕС Nuòzū
ГЕС Nuòzū (糯租水电站) — гідроелектростанція на півдні Китаю у провінції Юньнань. Становить п'ятий ступінь каскаду на річці Наньпан, яка через Hongshui, Qian та Xun відноситься до річкової системи Сіцзян (завершується в затоці Південно-Китайського моря між Гуанчжоу та Гонконгом).
У межах проекту річку перекрили бетонною греблею заввишки 34 метри та завдовжки 73 метри, яка утримує водосховище з об'ємом 5,5 млн м3 (корисний об'єм 1,7 млн м3) та припустимим коливанням рівня поверхні в операційному режимі між позначками 1264 та 1270 метрів НРМ (під час повені — до 1274 метрів НРМ).
Зі сховища під лівобережним гірським масивом прокладений дериваційний тунель, який подає ресурс до розташованого більш ніж за 7 км машинного залу. Останній обладнаний трьома турбінами потужністю по 25 МВт, які використовують напір до 80 метрів.